# Gran Premio de Japón
El Gran Premio de Japón es una carrera de automovilismo de velocidad que se corre en dicho país como parte del campeonato de Fórmula 1. Su lugar tradicional al final del calendario hacía que en este evento generalmente se decidieran los campeonatos. De los primeros 19 Grandes Premios que se disputaron en Japón, en 12 de ellos se decidió el título mundial (1976, 1987-1991, 1996, 1998-2000, 2003, 2011 y 2022, siendo el de 1976 en Fuji Speedway y los 11 restantes en el Circuito de Suzuka).
Alain Prost y Ayrton Senna protagonizaron las ediciones 1989 y 1990 cuando disputaban el título de pilotos, en ambos casos con abandonos luego de colisiones entre ellos. A fines de la década de 1990 y principios de 2000, Michael Schumacher mantuvo grandes duelos con los rivales de turno, en concreto Mika Häkkinen, Kimi Räikkönen y Fernando Alonso.
En 2007 y 2008, el Gran Premio de Japón regresó a Fuji, ahora perteneciente a Toyota. Luego se definió una rotación entre Fuji y Suzuka, pero la crisis económica de finales de década motivó a Toyota a dejar de albergar la carrera en Fuji, de modo que Suzuka volvió a ser sede permanente.

## Historia
El primer Gran Premio de Japón de Fórmula 1 se disputó en 1976 en el circuito de Fuji, al oeste de Yokohama. Esa carrera se hizo famosa por la pelea entre James Hunt y Niki Lauda por el campeonato. En condiciones lluviosas, Lauda, quien había sobrevivido a un fatal accidente en el Gran Premio de Alemania de ese año, se retiró de la carrera afirmando que su vida era más importante que el campeonato de ese año y Hunt llegó en tercera posición, que era lo que necesitaba para ganar el campeonato por el margen de un punto. Hunt regresó al año siguiente y ganó su segundo Gran Premio de Japón, pero debido a una colisión entre Gilles Villeneuve y Ronnie Peterson durante la carrera, el Ferrari de Villeneuve saltó hasta un área restringida matando a un oficial de pista. La carrera no regresó al calendario de la Fórmula 1 sino hasta una década más tarde.
Para el regreso de la Fórmula 1 a Japón, en 1987, se utilizó el nuevo Circuito de Suzuka, al sudoeste de Nagoya. El circuito se encuentra dentro de un parque de atracciones, fue diseñado por el neerlandés John Hugenholtz y pertenece a la empresa Honda, que lo utiliza como pista de pruebas. Entre los aspectos más interesantes del circuito está su forma en ocho, la única del calendario de la Fórmula 1. Ese año también se decidió el título en Japón, al chocar en prácticas Nigel Mansell en su Williams-Honda, el título quedó en manos de su compañero de escudería Nelson Piquet.
Los eventos más recordados son seguramente las finales que protagonizaron Alain Prost y Ayrton Senna cuando se disputaban el título, en esta última carrera, en 1989 y 1990. En 1989, Prost llegaba con 16 puntos de ventaja sobre Senna, en la vuelta 47 Senna trató de adelantar a Prost en la chicane, chocando ambos vehículos y quedando fuera de pista, obteniendo Prost el campeonato. Al año siguiente en 1990 y con Prost en Ferrari, nada más comenzar la carrera, Senna choca contra Prost al final de la primera recta produciendo nuevamente la salida de ambos monoplazas y la victoria de Senna en el campeonato.
Otros grandes duelos por el campeonato se han presentado entre Michael Schumacher y Mika Häkkinen y más recientemente entre Michael Schumacher y Kimi Räikkönen cuando Schumacher logró marcar justo el punto que necesitaba para asegurar el campeonato y batir el récord de cinco campeonatos mundiales detenido hasta entonces por Juan Manuel Fangio. También un duelo, el más reciente, fue el que se vivió en el Gran Premio de Japón de 2006; esta vez fue entre Michael Schumacher y Fernando Alonso. Se llegaba a esta carrera con el mundial empatado, pero favorable para Michael. Fernando Alonso salía 5º y Schumacher 2º, fue un duelo de tú a tú a partir del primer repostaje, colocándose Schumacher 1º y Alonso 2º, pero a 17 vueltas del final el motor de Michael Schumacher dijo basta, dejándole en bandeja la victoria a Fernando Alonso y, prácticamente asegurándose el mundial, que se decidió a favor de este en la siguiente carrera.
Para la edición de 2007, el GP regresó al Fuji Speedway con la victoria de Lewis Hamilton.
En 2009, el GP volvió a Suzuka tras dos años en el circuito de Fuji Speedway, con Sebastian Vettel como triunfador.
En 2014, Jules Bianchi tiene un terrible accidente estampando su coche contra una grúa que retiraba el vehículo de Adrian Sutil sufriendo graves lesiones en la cabeza y permaneciendo en coma varios meses hasta su fallecimiento el 17 de julio de 2015. Siendo este el primer accidente fatal de un piloto desde aquel de Ayrton Senna en Imola el 1 de mayo de 1994.

## Ganadores

### Fórmula 1

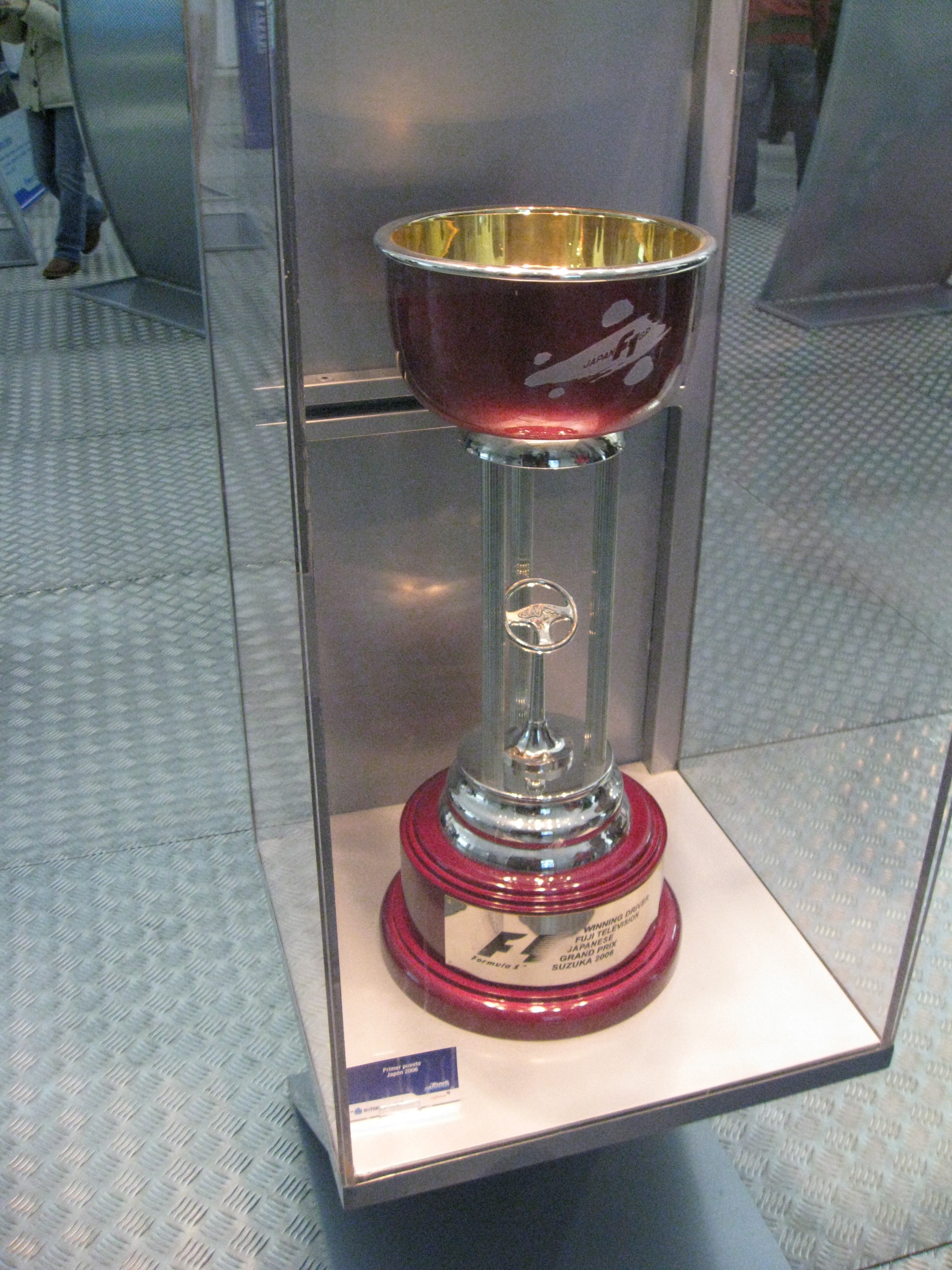
Trofeo Gran Premio de Japón, primer clasificado, Suzuka año 2006.

Las ediciones que no forman parte del Campeonato Mundial de Fórmula 1 están indicadas con un fondo de color rosado.
| Año        | Piloto                                     | Constructor                                | Circuito                                   | Resultados                                 |                |
| ---------- | ------------------------------------------ | ------------------------------------------ | ------------------------------------------ | ------------------------------------------ | -------------- |
| 1963       | Peter Warr                                 | Lotus 23-Ford                              | Suzuka                                     | Resultados                                 |                |
| 1964       | Michael Knight                             | Brabham BT6-Ford                           | Suzuka                                     | Resultados                                 |                |
| 1965       | No se disputó.                             | No se disputó.                             | No se disputó.                             | No se disputó.                             | No se disputó. |
| 1966       | Yoshikazu Sunako                           | Prince R380                                | Fuji                                       | Resultados                                 |                |
| 1967       | Tetsu Ikuzawa                              | Porsche 906                                | Fuji                                       | Resultados                                 |                |
| 1968       | Moto Kitano                                | Nissan R381-Chevrolet                      | Fuji                                       | Resultados                                 |                |
| 1969       | Motoharu Kurosawa Yoshikazu Sunako (2)     | Nissan R382                                | Fuji                                       | Resultados                                 |                |
| 1970       | No se disputó.                             | No se disputó.                             | No se disputó.                             | No se disputó.                             | No se disputó. |
| 1971       | Kuniomi Nagamatsu                          | Mitsubishi Colt F2000                      | Fuji                                       | Resultados                                 |                |
| 1972       | John Surtees                               | Surtees TS10-Ford BDA                      | Fuji                                       | Resultados                                 |                |
| 1973       | Motoharu Kurosawa (2)                      | March-BMW                                  | Fuji                                       | Resultados                                 |                |
| 1974       | No se disputó.                             | No se disputó.                             | No se disputó.                             | No se disputó.                             | No se disputó. |
| 1975       | Masahiro Hasemi                            | March-BMW                                  | Fuji                                       | Resultados                                 |                |
| 1976       | Jacques Laffite                            | Chevron-BMW                                | Suzuka                                     | —                                          |                |
| 1976       | Mario Andretti                             | Lotus-Ford                                 | Fuji                                       | Resultados                                 |                |
| 1977       | James Hunt                                 | McLaren-Ford                               | Fuji                                       | Resultados                                 |                |
| 1978- 1986 | No se disputó.                             | No se disputó.                             | No se disputó.                             | No se disputó.                             |                |
| 1987       | Gerhard Berger                             | Ferrari                                    | Suzuka                                     | Resultados                                 |                |
| 1988       | Ayrton Senna                               | McLaren-Honda                              | Suzuka                                     | Resultados                                 |                |
| 1989       | Alessandro Nannini                         | Benetton-Ford                              | Suzuka                                     | Resultados                                 |                |
| 1990       | Nelson Piquet                              | Benetton-Ford                              | Suzuka                                     | Resultados                                 |                |
| 1991       | Gerhard Berger (2)                         | McLaren-Honda                              | Suzuka                                     | Resultados                                 |                |
| 1992       | Riccardo Patrese                           | Williams-Renault                           | Suzuka                                     | Resultados                                 |                |
| 1993       | Ayrton Senna (2)                           | McLaren-Ford                               | Suzuka                                     | Resultados                                 |                |
| 1994       | Damon Hill                                 | Williams-Renault                           | Suzuka                                     | Resultados                                 |                |
| 1995       | Michael Schumacher                         | Benetton-Renault                           | Suzuka                                     | Resultados                                 |                |
| 1996       | Damon Hill (2)                             | Williams-Renault                           | Suzuka                                     | Resultados                                 |                |
| 1997       | Michael Schumacher (2)                     | Ferrari                                    | Suzuka                                     | Resultados                                 |                |
| 1998       | Mika Häkkinen                              | McLaren-Mercedes                           | Suzuka                                     | Resultados                                 |                |
| 1999       | Mika Häkkinen (2)                          | McLaren-Mercedes                           | Suzuka                                     | Resultados                                 |                |
| 2000       | Michael Schumacher (3)                     | Ferrari                                    | Suzuka                                     | Resultados                                 |                |
| 2001       | Michael Schumacher (4)                     | Ferrari                                    | Suzuka                                     | Resultados                                 |                |
| 2002       | Michael Schumacher (5)                     | Ferrari                                    | Suzuka                                     | Resultados                                 |                |
| 2003       | Rubens Barrichello                         | Ferrari                                    | Suzuka                                     | Resultados                                 |                |
| 2004       | Michael Schumacher (6)                     | Ferrari                                    | Suzuka                                     | Resultados                                 |                |
| 2005       | Kimi Räikkönen                             | McLaren-Mercedes                           | Suzuka                                     | Resultados                                 |                |
| 2006       | Fernando Alonso                            | Renault                                    | Suzuka                                     | Resultados                                 |                |
| 2007       | Lewis Hamilton                             | McLaren-Mercedes                           | Fuji                                       | Resultados                                 |                |
| 2008       | Fernando Alonso (2)                        | Renault                                    | Fuji                                       | Resultados                                 |                |
| 2009       | Sebastian Vettel                           | Red Bull-Renault                           | Suzuka                                     | Resultados                                 |                |
| 2010       | Sebastian Vettel (2)                       | Red Bull-Renault                           | Suzuka                                     | Resultados                                 |                |
| 2011       | Jenson Button                              | McLaren-Mercedes                           | Suzuka                                     | Resultados                                 |                |
| 2012       | Sebastian Vettel (3)                       | Red Bull-Renault                           | Suzuka                                     | Resultados                                 |                |
| 2013       | Sebastian Vettel (4)                       | Red Bull-Renault                           | Suzuka                                     | Resultados                                 |                |
| 2014       | Lewis Hamilton (2)                         | Mercedes                                   | Suzuka                                     | Resultados                                 |                |
| 2015       | Lewis Hamilton (3)                         | Mercedes                                   | Suzuka                                     | Resultados                                 |                |
| 2016       | Nico Rosberg                               | Mercedes                                   | Suzuka                                     | Resultados                                 |                |
| 2017       | Lewis Hamilton (4)                         | Mercedes                                   | Suzuka                                     | Resultados                                 |                |
| 2018       | Lewis Hamilton (5)                         | Mercedes                                   | Suzuka                                     | Resultados                                 |                |
| 2019       | Valtteri Bottas                            | Mercedes                                   | Suzuka                                     | Resultados                                 |                |
| 2020- 2021 | No se disputó por la pandemia de COVID-19. | No se disputó por la pandemia de COVID-19. | No se disputó por la pandemia de COVID-19. | No se disputó por la pandemia de COVID-19. |                |
| 2022       | Max Verstappen                             | Red Bull-RBPT                              | Suzuka                                     | Resultados                                 |                |
| 2023       | Max Verstappen (2)                         | Red Bull-Honda RBPT                        | Suzuka                                     | Resultados                                 |                |
| 2024       | Max Verstappen (3)                         | Red Bull-Honda RBPT                        | Suzuka                                     | Resultados                                 |                |
| 2025       | Max Verstappen (4)                         | Red Bull-Honda RBPT                        | Suzuka                                     | Resultados                                 |                |

## Estadísticas

### Pilotos con más victorias
| Victorias | Piloto             | Años                               |
| --------- | ------------------ | ---------------------------------- |
| 6         | Michael Schumacher | 1995, 1997, 2000, 2001, 2002, 2004 |
| 5         | Lewis Hamilton     | 2007, 2014, 2015, 2017, 2018       |
| 4         | Sebastian Vettel   | 2009, 2010, 2012, 2013             |
| 4         | Max Verstappen     | 2022, 2023, 2024, 2025             |
| 2         | Gerhard Berger     | 1987, 1991                         |
| 2         | Ayrton Senna       | 1988, 1993                         |
| 2         | Damon Hill         | 1994, 1996                         |
| 2         | Mika Häkkinen      | 1998, 1999                         |
| 2         | Fernando Alonso    | 2006, 2008                         |
| 1         | Mario Andretti     | 1976                               |
| 1         | James Hunt         | 1977                               |
| 1         | Alessandro Nannini | 1989                               |
| 1         | Nelson Piquet      | 1990                               |
| 1         | Riccardo Patrese   | 1992                               |
| 1         | Rubens Barrichello | 2003                               |
| 1         | Kimi Räikkönen     | 2005                               |
| 1         | Jenson Button      | 2011                               |
| 1         | Nico Rosberg       | 2016                               |
| 1         | Valtteri Bottas    | 2019                               |

### Constructores con más victorias
| Victorias | Constructor | Años                                                 |
| --------- | ----------- | ---------------------------------------------------- |
| 9         | McLaren     | 1977, 1988, 1991, 1993, 1998, 1999, 2005, 2007, 2011 |
| 8         | Red Bull    | 2009, 2010, 2012, 2013, 2022, 2023, 2024, 2025       |
| 7         | Ferrari     | 1987, 1997, 2000, 2001, 2002, 2003, 2004             |
| 6         | Mercedes    | 2014, 2015, 2016, 2017, 2018, 2019                   |
| 3         | Benetton    | 1989, 1990, 1995                                     |
| 3         | Williams    | 1992, 1994, 1996                                     |
| 2         | Renault     | 2006, 2008                                           |
| 1         | Lotus       | 1976                                                 |